# Nicodemo Gentile
Nicodemo Gentile (Cirò, 24 de junho de 1969) é um advogado italiano, escritor e personalidade televisiva, que se tornou, a partir de 2020, presidente da Associação Penelope, fundada em 2002, que cuida dos problemas das mulheres vítimas da violência masculina. Começou sua carreira em Perugia, defendendo os pobres e os moradores de rua. 

## Vida
Nascido em Cirò (Calábria) em 1969, Gentile formou-se em Direito e mudou-se para Perugia, onde hoje faz parte da Ordem do Advogados de Perugia. Sua especialização é advogado criminal.
Durante vários anos esteve sempre presente na televisão, como convidado em programas como "Chi l'ha visto?" e "Quarto grado" e dá voz às famílias de pessoas desaparecidas.; 

## Livros lançados
- (em italiano) 2017: Gentile, Nicodemo: Laggiù tra il ferro – Storie di vita, storie di reclusi. Edizioni Imprimatur
- (em italiano) 2018: Gentile, Nicodemo: Nella terra del niente. Storie di scomparse, storie di famiglie. Edizioni Faust. ISBN 8898147805.
- (em italiano) 2019: Gentile, Nicodemo: Il padrone. Storia di una manipolazione, storia di una tragedia. Edizioni Faust.
- (em italiano) 2021: Gentile, Nicodemo: Nulla è come appare. Storie di delitti, storie di accertamenti tecnici. Edizioni Faust. ISBN 979-1280029089.